# Ла-кха
Ла-кха (цаланг-кха) — язык тибетской группы бодских языков, сближаемый с южнотибетскими языками центральнотибетской подгруппы.
На этом языке говорят в Бутане, в ряде деревень гевога Сепху дзонгхага Вангди-Пходранг. Число носителей по состоянию на 1993 год составляет порядка 8000 человек. Ла-кха находится под угрозой исчезновения (статус «6b»).
Тесно связан с национальным языком Бутана дзонг-кэ. Язык бесписьменный.